# یان د لوپر
یان د لوپر (هلندی: Jan de Looper; ۲ مهٔ ۱۹۱۴ – ۲۳ ژوئن ۱۹۸۷) بازیکن هاکی روی چمن اهل هلند بود.